# WEC 46
O WEC 46: Varner vs. Henderson foi um evento de MMA, promovido pelo World Extreme Cagefighting, ocorrido dia 10 de janeiro de 2010 no ARCO Arena em Sacramento (Califórnia). 

## História
Mark Hominick era esperado para enfrentar Yves Jabouin no evento, mas Jabouin foi obrigado a se retirar devido a uma lesão. Seu substituto foi o recém chegado Bryan Caraway. Hominick e Jabouin se enfrentaram mais tarde no WEC 49.
Wagnney Fabiano era esperado para enfrentar Frank Gomez, mas Gomez teve que se retirar devido a uma lesão e seu subtítuto foi Clint Godfrey. A luta entre Fabiano e Gomez foi remarcada para o WEC 49.
Eddie Wineland enfrentaria Rafael Rebello e o estreante George Roop enfrentaria Jesse Moreng. Após Rebello e Moreng se retirarem do card, em vez de contratar novos adversários, Wineland e Roop se enfrentaram.
Dave Jansen e Bendy Casimir se enfrentariam no evento, só que mais tarde foi confirmado que o adversário de Jansen seria Kamal Shalorus.

## Card do Evento

### Card Preliminar
- Luta de Peso Galo:  Coty Wheeler vs.  Will Campuzano

Campuzano venceu por Decisão Unânime (30–26, 30–27 e 30–27).
- Luta de Peso Galo:  Eddie Wineland vs.  George Roop

Wineland venceu por Decisão Unânime (30–27, 30–27 e 30–27).
- Luta de Peso Pena:  Mark Hominick vs.  Bryan Caraway

Hominick venceu por Finalização (triângulo com armbar) at 3:48 of round 1. Essa luta foi ao ar na transmissão.
- Luta de Peso Galo:  Wagnney Fabiano vs.  Clint Godfrey

Fabiano venceu por Decisão Unânime (30–27, 30–27 e 30–27).
- Luta de Peso Galo:  Charlie Valencia vs.  Akitoshi Tamura

Valencia venceu por Decisão Dividida (29–28, 28–29 e 29–28).

### Card Principal
- Luta de Peso Pena:  Mackens Semerzier vs.  Deividas Taurosevičius

Taurosevičius venceu por Decisão Unânime (29–28, 29–28 e 29–28).
- Lura de Peso Pena:  Mike Brown vs.  Anthony Morrison

Brown venceu por Finalização (mata leão) aos 1:54 do primeiro round.
- Luta de Peso Leve:  Dave Jansen vs.  Kamal Shalorus

Shalorus venceu por Decisão Unânime (30–27, 30–27 e 29–28).
- Luta de Peso Pena:  Urijah Faber vs.  Raphael Assunção

Faber venceu por Finalização (mata leão) aos 3:49 do terceiro round.
- Luta pelo Cinturão Unificado do Peso Leve:  Jamie Varner (c) vs.  Ben Henderson (ci)

Henderson venceu por Finalização (guilhotina em pé) aos 2:41 do terceiro round e se tornou o Campeão Incontestável do WEC.